# Shadow Border
Shadow Border is het tweede album van The Aurora Project, uitgebracht in 2009 door The Laser's Edge.

## Track listing
1. "Human Gateway" − 7:37
2. "The Trial" − 6:55
3. "Photonic Reunion" − 4:34
4. "The Confession" − 5:39
5. "Another Dream" − 5:33
6. "Within the Realms" − 7:47
7. "Shadow Border" − 16:26

## Band
- Dennis Binnekade – Zanger
- Remco van den Berg – Gitarist
- Marc Vooys – Gitarist
- Rob Krijgsman – Bassist
- Marcel Guyt – Toetsenist
- Joris Bol – Drummer